# Франклин (Небраска)
Франклин (енгл. Franklin) град је у америчкој савезној држави Небраска.

## Демографија
По попису из 2010. године број становника је 1.000, што је 26 (-2,5%) становника мање него 2000. године.
| Група             | 2000.         | 2010.       |
| Белци             | 1.010 (98,4%) | 973 (97,3%) |
| Афроамериканци    | 0 (0,0%)      | 0 (0,0%)    |
| Азијати           | 1 (0,1%)      | 1 (0,1%)    |
| Хиспаноамериканци | 10 (1,0%)     | 15 (1,5%)   |
| Укупно            | 1.026         | 1.000       |